# Municipio de Blue (Kansas)
El municipio de Blue (en inglés: Blue Township) es un municipio ubicado en el condado de Pottawatomie en el estado estadounidense de Kansas. En el año 2010 tenía una población de 3046 habitantes y una densidad poblacional de 23,93 personas por km².

## Geografía
El municipio de Blue se encuentra ubicado en las coordenadas 39°16′42″N 96°31′40″O / 39.27833, -96.52778. Según la Oficina del Censo de los Estados Unidos, el municipio tiene una superficie total de 127.28 km², de la cual 113,45 km² corresponden a tierra firme y (10,87 %) 13,84 km² es agua.

## Demografía
Según el censo de 2010, había 3046 personas residiendo en el municipio de Blue. La densidad de población era de 23,93 hab./km². De los 3046 habitantes, el municipio de Blue estaba compuesto por el 88,61 % blancos, el 2,66 % eran afroamericanos, el 0,82 % eran amerindios, el 1,87 % eran asiáticos, el 2,82 % eran de otras razas y el 3,22 % eran de una mezcla de razas. Del total de la población el 5,42 % eran hispanos o latinos de cualquier raza.